# Микишкино
Микишкино — деревня в Дмитровском районе Московской области, в составе городского поселения Дмитров. Население — 22 чел. (2010). До 2006 года Микишкино входило в состав Настасьинского сельского округа.

## Расположение
Деревня расположена в центральной части района, на противоположном от Дмитрова берегу Яхромы и канала имени Москвы, высота центра над уровнем моря 216 м. Ближайшие населённые пункты — Елизаветино на юге и Волдынское на севере. У восточной окраины деревни проходит автодорога А104 (Москва — Дубна).

## Население
| 2002 | 2006 | 2010 |
| ---- | ---- | ---- |
| 20   | ↘13  | ↗22  |